# روکتا پالافئا
روکتا پالافئا (به ایتالیایی: Rocchetta Palafea) یک کومونه در ایتالیا است که در استان آسته واقع شده‌است. روکتا پالافئا ۷٫۸ کیلومتر مربع مساحت و ۴۲۳ نفر جمعیت دارد و ۳۵۹ متر بالاتر از سطح دریا واقع شده‌است.